# Disseminazione
La disseminazione è il processo mediante il quale i semi delle piante spermatofite pervengono in un terreno adatto alla germinazione.

## Modalità di dispersione
I meccanismi mediante cui avviene la disseminazione sono di varia natura.
Alcune tipologie di disseminazione utilizzano mezzi propri della pianta:
- dispersione barocora o barocoria, quando avviene per effetto della gravità durante la disgregazione dello strobilo, nel caso delle gimnosperme, o del frutto nel caso delle angiosperme. Il distacco del seme dalla pianta può avvenire contemporaneamente al distacco del frutto (come nei frutti indeiscenti), oppure prima che il frutto stesso si stacchi (come nel caso dei frutti deiscenti).
- dispersione bolocora o bolocoria, quando nell'atto stesso della deiscenza i semi vengono proiettati a distanza per un "gioco" di tensione dei tessuti nel frutto, ad esempio nel caso della Impatiens noli-tangere; oppure per l'esplosione del frutto dovuta all'aumento di pressione idrostatica durante la maturazione, come nel caso del cocomero asinino.

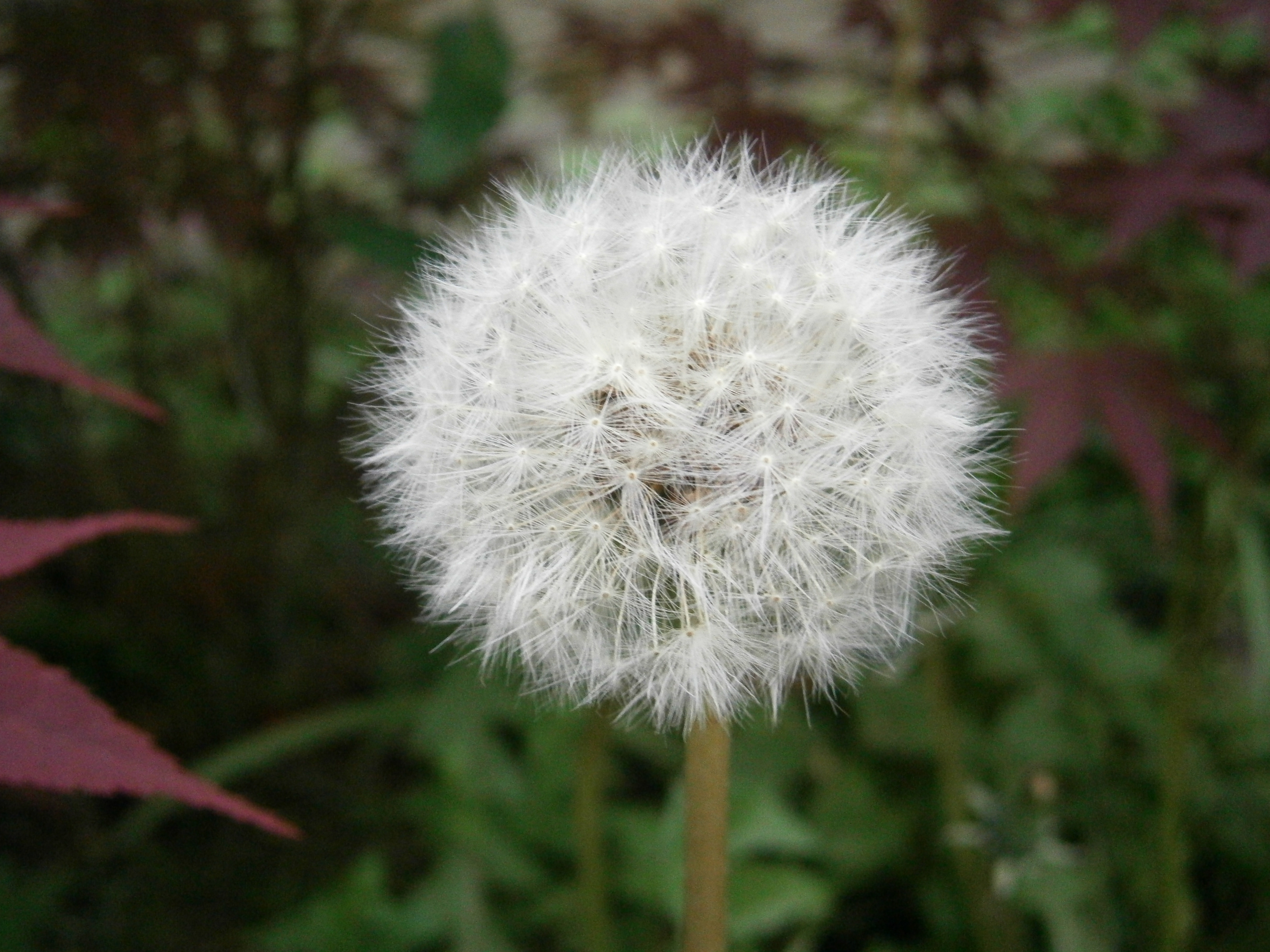
Pappo di tarassaco

Altre tipologie di disseminazione prevedono invece l'intervento di agenti esterni:
- disseminazione anemocora o anemocoria, quando il seme viene trasportato dal vento grazie alla sua portanza aerodinamica. Un classico esempio si ha nei pappi di molte asteracee, tra cui per esempio il tarassaco, che formano i cosiddetti soffioni, nei quali il seme è unito ad una sorta di paracadute; un altro esempio è il fiordaliso delle Eolie.
- disseminazione zoocora o zoocoria, quando avviene ad opera degli animali, come nel caso di frutti spinosi che si agganciano al vello dei mammiferi, ad esempio le varie bardana. Un altro esempio è la piantaggine maggiore, i cui semi diventano appiccicosi quando sono umidi, ma che vengono solitamente trasportati dalle formiche (mirmecoria). Si può citare infine il caso estremo dei noccioli di alcune drupe, che per poter germinare richiedono addirittura di essere aggrediti dai succhi gastrici di un animale.
- disseminazione idrocora o idrocoria, quando il seme viene trasportato dall'acqua. Solitamente tale disseminazione è tipica delle piante acquatiche, ma tale mezzo è usato anche dalla palma da cocco, il cui frutto può venir portato dalle correnti marine da un'isola all'altra. Esempi sono quelli della santolina etrusca e della salcerella.
- disseminazione ornitocora o ornitocoria, quando i frutti carnosi vengono ingeriti da uccelli che poi ne disperdono i semi, ovvero nel caso di semi che vengono direttamente ingeriti con il frutto e poi rigettati interi. Esempi sono il giuggiolo, la mora del gelso, il corniolo.